# バレリー・フェルナンデス
- ヴァレリー・フェルナンデス

バレリー（Valery）こと、バレリー・フェルナンデス・エストラーダ（Valery Fernández Estrada ,  1999年11月23日 - ）は、スペイン・カタルーニャ州ジローナ県ラスカーラ出身のプロサッカー選手。プリメーラ・ディビシオンのジローナFCに所属している。ポジションはMF。メディアによってはヴァレリー・フェルナンデスと表記されることもある。

## 来歴
2011年にFCバルセロナの育成組織ラ・マシアに加入し、2014年まで在籍。同年にジローナFCのカンテラに入団。2015年にカタルーニャ州の地域リーグFCラスカーラに移籍し、2016年にジローナに再入団。2018年6月28日に正式にプロ契約を結び、セグンダ・ディビシオンB所属のCFペララーダに配属。8月26日のCEサバデル戦でプロデビュー。2018-19シーズン中にトップチームに昇格し、10月31日のコパ・デル・レイのデポルティーボ・アラベス戦で、トップチーム初出場。12月2日のアトレティコ・マドリード戦で、ラ・リーガデビュー。2019年1月16日の、コパ・デル・レイでの同じくアトレティコ・マドリード戦で、プロ初ゴールを決めた。